# Gavialidae
Gavialidae este o familie de crocodilieni semiacvatici mari, cu botul alungit și îngust. Familia Gavialidae este alcătuit din două specii vii, gavialul⁠(d) (Gavialis gangeticus) și pseudogavialul (Tomistoma schlegelii), ambele prezente în Asia. Mulți membri dispăruți sunt cunoscuți dintr-un areal mai larg, inclusiv recentul dispărut gen Hanyusuchus⁠(d). Gavialidele sunt, în general, considerate ca fiind lipsite de puterea maxilarului necesară pentru a captura mamiferele mari, precum crocodilii și aligatorii de dimensiuni similare, astfel încât botul lor îngust este util pentru a prinde pești. Cu toate acestea, s-a descoperit că pseudogavialul are o dietă generalistă, în care adulții maturi se hrănesc cu vertebrate mai mari, cum ar fi copitatele.

## Taxonomie
Familia Gavialidae a fost propusă de Arthur Adams în 1854 pentru reptilele cu botul foarte lung și îngust, picioare palmate și dinți aproape egali. În prezent, este recunoscută ca un grup coroană, ceea ce înseamnă că include doar ultimul strămoș comun al tuturor gavialidelor existente (gavialul și pseudogavialul) și descendenții acestora (vii sau dispăruți).
În mod tradițional, crocodilii și aligatorii au fost considerați mai strâns înrudiți și grupați împreună în clada Brevirostres⁠(d), prin excluderea gavialilor. Această clasificare s-a bazat pe studii morfologice concentrate în primul rând pe analiza trăsăturilor scheletice ale speciilor vii și dispărute. Cu toate acestea, studii moleculare recente care utilizează secvențierea ADN-ului au respins clada Brevirostres, când s-a descoperit că crocodilii și gavialidele sunt mai strâns înrudite între ele decât cu aligatorii. Noua cladă Longirostres⁠(d) a fost numită de Harshman et. al. în 2003.
În plus, aceste studii recente privind ADN-ul molecular indică în mod constant că pseudogavialul (Tomistoma⁠(d)) (și prin deducere alte specii dispărute înrudite), privit în mod tradițional ca aparținând subfamiliei crocodiliane Tomistominae⁠(d), aparțin de fapt Gavialoidea⁠(d) (și Gavialidae). După cum sugerează și numele, s-a crezut odată că pseudogavialul este înrudit de departe cu gavialul, în ciuda aspectului similar. Pseudogavialul și alte tomistomine au fost clasificate în mod tradițional în superfamilia Crocodyloidea⁠(d) ca rude apropiate ale crocodililor, exclusiv pe baza dovezilor morfologice.

### Lista speciilor
Familia Gavialidae
- Subfamilia Tomistominae
  - Genul † Gavialosuchus ?
  - Genul † Maomingosuchus ?
  - Genul † Melitosaurus
  - Gen † Paratomistom ?
  - Genul † Thecachampsa ?
  - Genul Tomistoma
    - Tomistoma schlegelii⁠(d), pseudogavial
    - † Tomistoma lusitanica⁠(d)
- Subfamilia Gavialinae
  - Genul † Aktiogavialis
  - Genul † Argochampsa ?
  - Genul † Dadagavialis
  - Genul † Eogavialis ?
  - Genul † Eosuchus ?
  - Genul † Eothoracosaurus ?
  - Genul Gavialis
    - Gavialis gangeticus⁠(d), gavial
    - † Gavialis bengawanicus⁠(d)

  - Genul † Gavialosuchus ?
  - Genul † Gryposuchus ? (poate prin parafiletic, împreună cu Gryposuchinae)[4]
  - Genul † Hanyusuchus
  - Genul † Harpacochampsa ?
  - Genul † Hesperogavialis
  - Genul † Ikanogavialis
  - Genul † Maomingosuchus ?
  - Genul † Ocepesuchus
  - Gen † Paratomistom ?
  - Genul † Penghusuchus
  - Genul † Piscogavialis
  - Genul † Rhamphosuchus
  - Genul † Siquisiquesuchus
  - Genul † Thoracosaurus ?
  - Genul † Toyotamaphimeia

### Specii existente
| Imagine | Nume stiintific      | Denumirea comună | Distributie                                    |
| ------- | -------------------- | ---------------- | ---------------------------------------------- |
|         | Gavialis gangeticus  | Gavial⁠(d)        | India                                          |
|         | Tomistoma schlegelii | pseudogavial     | Malaezia peninsulară, Borneo, Sumatra și Java. |